# ヨハン・ゲオルク・フォン・ザクセン (1869-1938)
ヨハン・ゲオルク・フォン・ザクセン（Johann Georg von Sachsen, 1869年7月10日 - 1938年11月24日）は、ザクセン王国の王族。ザクセン国王ゲオルクとその妃でポルトガル女王マリア2世の娘であるマリア・アナの間の第6子、次男。全名はヨハン・ゲオルク・ピウス・カール・レオポルト・マリア・ヤヌアリウス・アナクレトゥス（Johann Georg Pius Karl Leopold Maria Januarius Anacletus von Sachsen）。

## 生涯
ヨハン・ゲオルクは厳格なカトリック教育を受け、1881年まで個人教師に学び、その後は軍人になるための教育を受けた。1889年から1890年まで、弟のマクシミリアンとともにフライブルク大学で法学を専攻した。その後ヨハン・ゲオルクはライプツィヒ大学に移り、歴史学や美術史の講義を受けた。1909年には、ライプツィヒ大学から名誉博士号を贈られている。
ヨハン・ゲオルクは1894年4月5日にヴュルテンベルク公フィリップの娘マリア・イザベラと結婚したが、イザベラとは1904年に死別した。その後、1906年10月30日に、両シチリア王家家長のカゼルタ伯アルフォンソの娘マリーア・インマコラータと再婚した。いずれの妻との間にも子供は出来なかったが、ヨハン・ヴィルヘルム（1927-1945）という庶子がいた。
1902年より、ヨハン・ゲオルクはドレスデン郊外約30kmの位置にあるヴェーゼンシュタイン城を住まいとしていたが、1918年にドイツ革命でザクセンの王制が倒れると、城を売り払ってフライブルクに引っ越した。